# 不空羂索觀音
不空羂索觀音（羅馬化：Amoghapāśa），又稱不空羂索菩薩、不空廣大明王觀音、不空悉地王觀音，密號等引金剛。是觀世音菩薩的化身，依《不空羂索神變真言經》所言，過去世時，「世間自在王如來」曾傳授觀世音菩薩《不空羂索心王陀羅尼真言》。觀音菩薩因此証得「十百千不空無惑智莊嚴首三昧」，能顯現十方無量佛土聖眾，接引無量有情修得佛法。
佛教認為不空羂索觀音與所有觀音化身，本質與特質相同。以「不空羂索」為名，是象徵觀世音菩薩以慈悲的羂索，救度化導眾生，其心愿不會落空的意思。

## 真言及经典
《不空羂索神變真言經》（《不空羂索神咒心经》）中有“不空羂索神变真言”咒（不空羂索神咒）。诵持此咒可解脱罪业，恢復净戒，往生极乐，最重要的是圆满一切菩萨行悉地成就，得成三世佛陀之心子。

## 图库

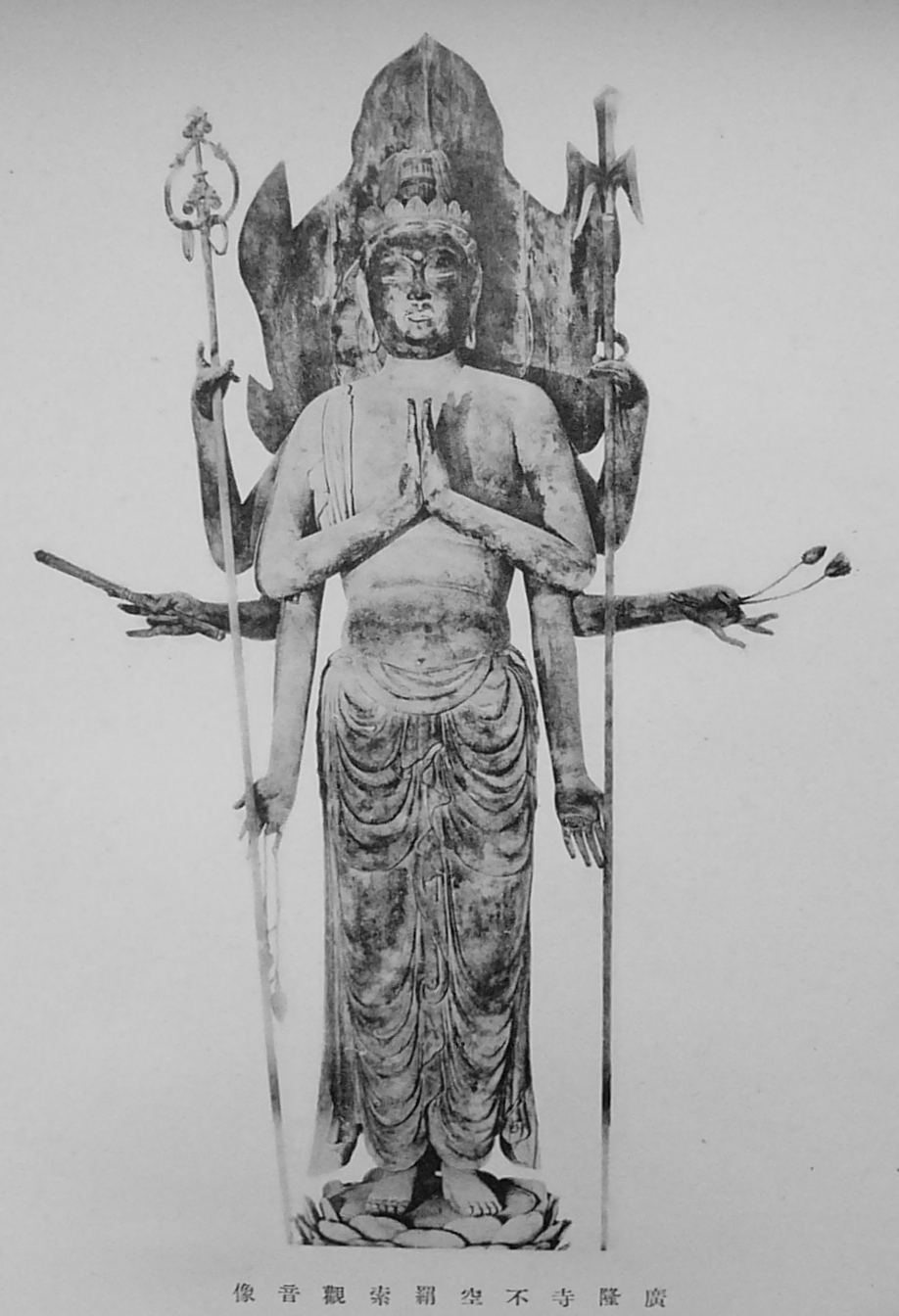
八臂不空羂索观音，日本广隆寺
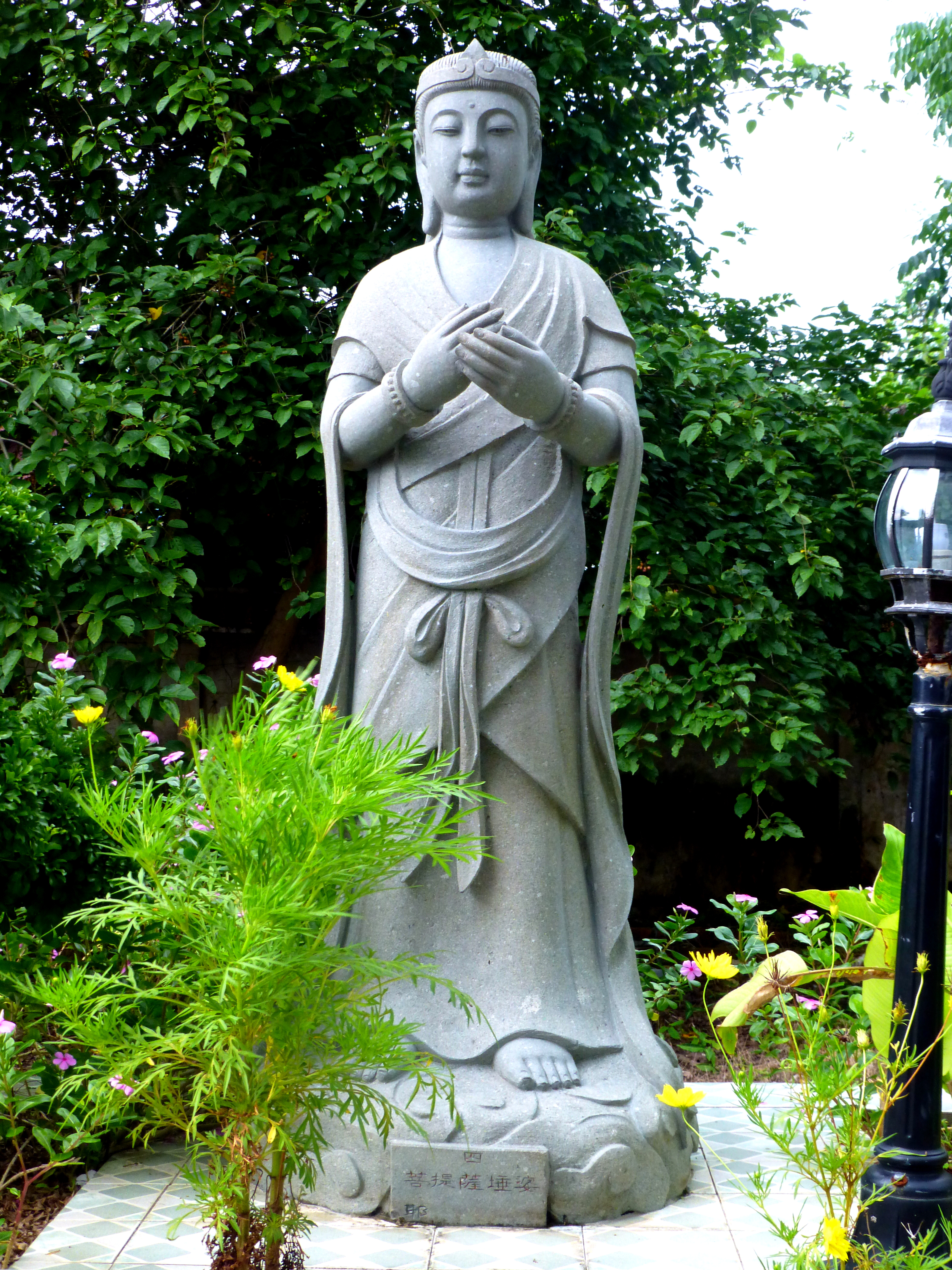
二臂不空羂索观音，泰国宋卡府龙象山寺石雕
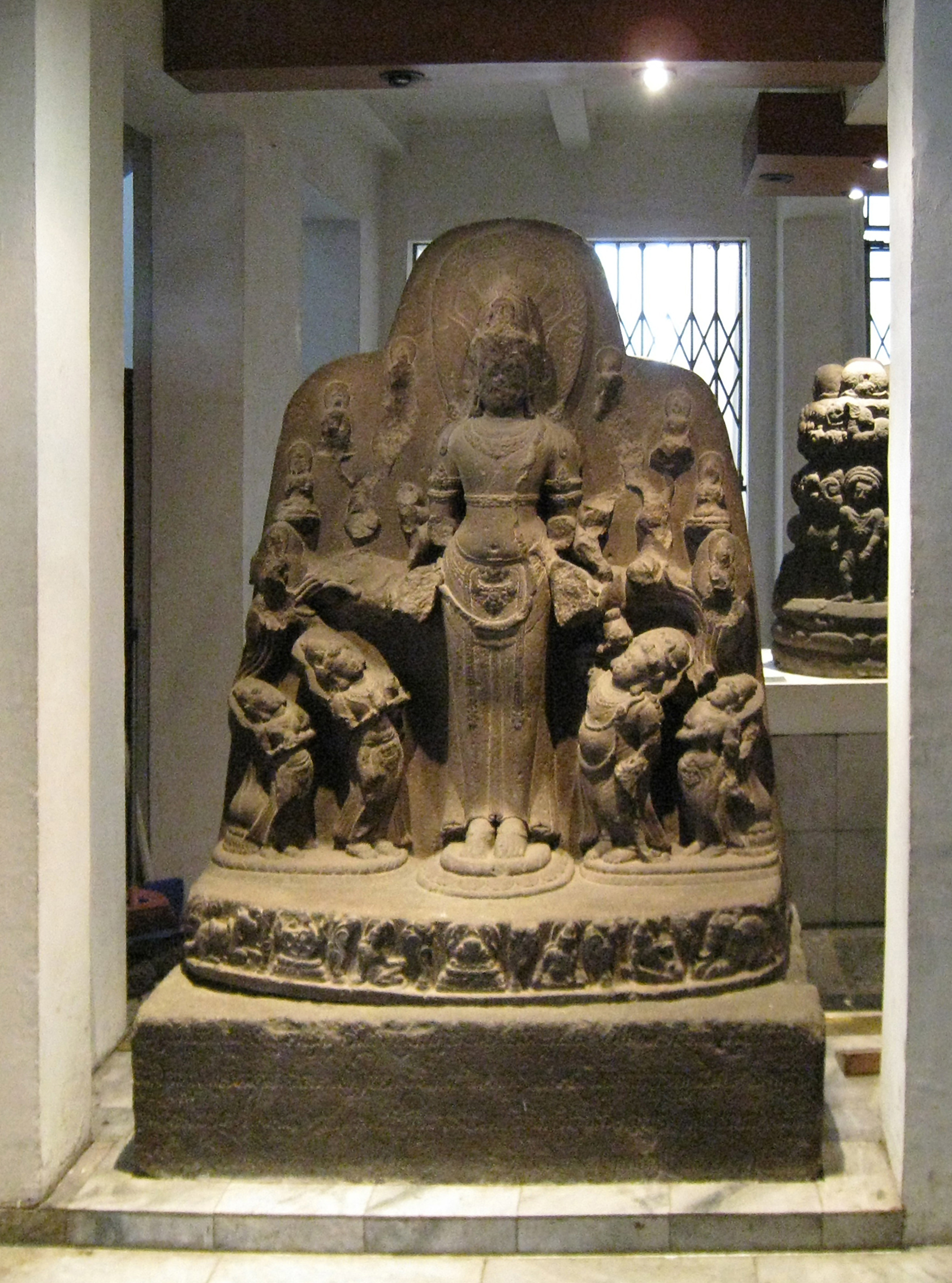
不空羂索观音碑，现藏于印度尼西亚国家博物馆。